# 19518 Moulding
19518 Moulding è un asteroide della fascia principale. Scoperto nel 1998, presenta un'orbita caratterizzata da un semiasse maggiore pari a 2,2513423 UA e da un'eccentricità di 0,1011847, inclinata di 5,31943° rispetto all'eclittica.